# Marie Mineur (organisation)
Marie Mineur est un collectif belge existant dans les années 1970, créé par des ouvrières wallonnes, militant pour les droits des femmes. Le nom de l'organisation provient de celui de Marie Mineur, ouvrière et militante pour les droits des travailleurs et travailleuses au siècle précédent.

## Histoire
Les Marie Mineur sont créées en 1970, à l'initiative de Jeanne Vercheval, et s'inspirent des Dolle Mina dans le but de créer un mouvement similaire en Wallonie. Le nom du collectif provient de la militante féministe pour les droits des travailleurs et travailleuses, Marie Mineur, même s'il est suggéré sans connaître la véritable origine du nom. Chantal de Smet pense alors qu'il s'agit seulement d'une « fille de fosse » engagée dans la lutte ouvrière.
Les Marie Mineur sont implantées au sein du milieu ouvrier, ce qui les distingue d'autres mouvements féministes auxquels on reproche l'ancrage bourgeois. Les Marie Mineur s'adressent principalement aux ouvrières des entreprises du centre de la Belgique. Les membres fondatrices ont entre 22 et 35 ans et sont pour beaucoup mères de familles. Le groupe nouvellement fondé se réclame du Mouvement de libération des femmes de Wallonie, et une de leur brochure annonce « mouvement de libération de la femme, 1re année ». Les Marie Mineur signent une charte avec les Dolle Mina, et les Marie Mineur organisent des groupes de travail axés sur certaines thématiques : égalité salariale, droit à la contraception et limitation des naissances, droit à l'avortement, création de crèches, mixité scolaire, droit marital, partage des tâches ménagères au sein du foyer, médias,... Ces groupes de travail effectuent un travail de recherche et de réflexion avec d'autres organisations pour publier un manifeste. Les actions sont concertées et soumises à l'approbation du groupe. En pratique, les Marie Mineur organisent également des réunions entre femmes chez les unes et les autres pour échanger. Les hommes ne sont pas inclus à ces réunions, car ils monopolisent la parole selon Jeanne Vercheval.
Elles publient avec les Dolle Mina mais aussi avec le Front de libération des femmes et le groupe d'action pour la libération des femmes, Le Petit Livre Rouge des Femmes en 1972, sur une idée de Marie Denis,,. En 1976, les Marie Mineur publient Le petit livre blanc des chômeuses.
Le mouvement disparaît à la fin des années 1970.